# EMD SD70M
A EMD SD70M é uma locomotiva diesel-elétrica de seis eixos e 4.300 hp (3,2 MW) de potência construída pela Electro-Motive Diesel. Ela é uma SD70 standard que foi totalmente modificada, cujas modificações notáveis são a seção traseira dos radiadores em forma de Y, truques ferroviários radiais HTCR, motores de tração DC e uma grande cabine do tipo North American Safety Cab. Foi projetada para puxar cargas de grande peso por distâncias longas a velocidades moderadas, foi introduzida no mercado americano em 1992.
A Estrada de Ferro Carajás (EFC), em 2005, comprou 27 unidades do modelo SD70M, que ainda permanecem em operação tracionando os trens de minério da companhia ou no serviço do trem de passageiros.

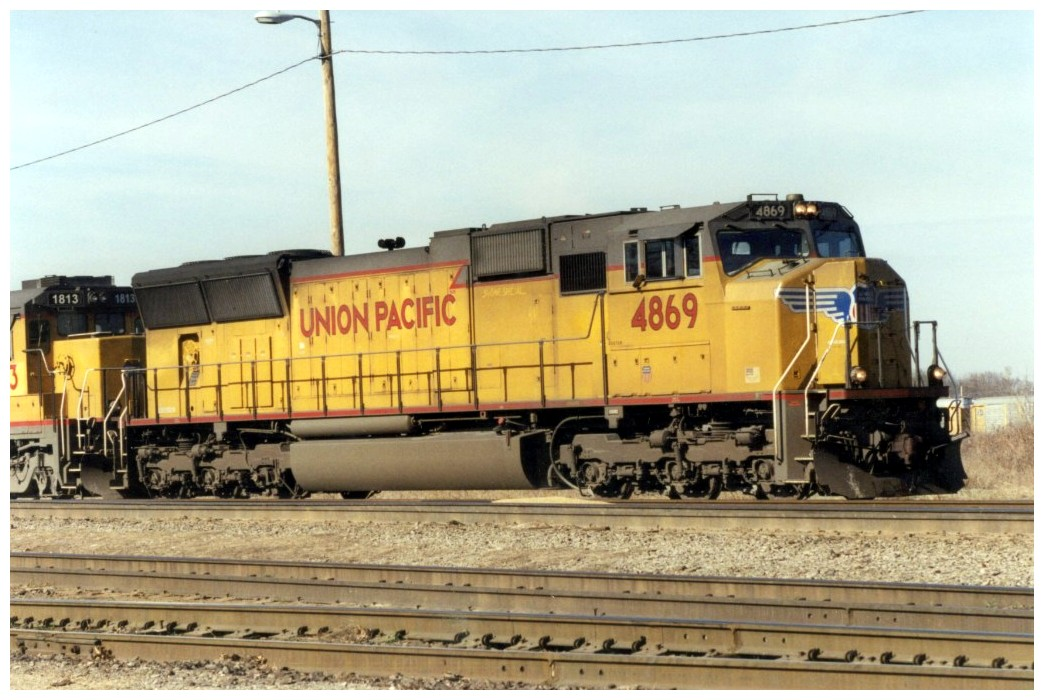
SD70M da Union Pacific Railroad